# Heinrich Abeken

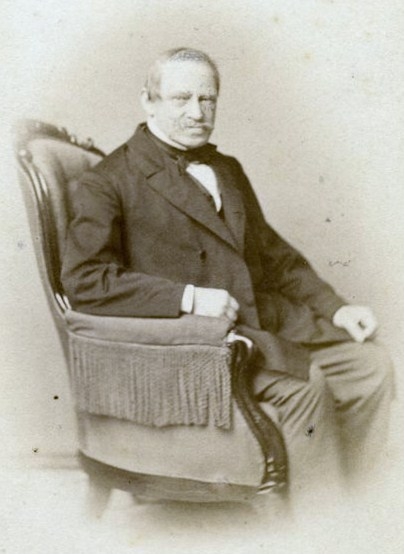
Heinrich Abeken

Heinrich Johann Wilhelm Rudolf Abeken (Osnabrück, 19 augustus 1809 – Berlijn, 8 augustus 1872) was een Duits theoloog en Pruisisch ambtenaar.
Geboren en getogen in Osnabrück als zoon van een gymnasium-leraar, vertrok Abeken in 1827 naar Berlijn om daar theologie te studeren. In 1834 werd hij benoemd tot kapelaan van de Pruisische ambassade te Rome. In 1841 reisde hij naar Engeland om daar in opdracht van de Pruisische koning Frederik Willem IV voorbereidingen te treffen voor de oprichting van een Duits-Engels evangelisch-protestants episcopaat te Jeruzalem. In 1848 volgde zijn benoeming bij het Pruisische ministerie van buitenlandse zaken. Hier kreeg hij de bijnaam : Pen van Bismarck.
Hij was de ontwerper van de beruchte Emser-Depêche.
- Bibliothèque nationale de France: cb16246219k (data)
- Gemeinsame Normdatei: 116001127
- International Standard Name Identifier: 0000 0001 0909 788X
- Library of Congress Control Number: no94023624
- Nationale Bibliotheek van Tsjechië: vse20221152012
- Nationale Bibliotheek van Israël: 987007443053105171
- Nederlandse Thesaurus van Auteursnamen: 111767245
- SNAC: w6gj440v
- Système universitaire de documentation: 115221328
- Trove: 927771
- Virtual International Authority File: 64746771
- WorldCat: E39PBJxMkVkGfptg6kCJKHyw4q